# Powenez
Powenez (russisch Повенец; karelisch Povenča; finnisch Poventsa) ist eine Siedlung städtischen Typs im Rajon Medweschjegorski in der Republik Karelien in Russland.

## Lage
Powenez liegt an der Mündung des namensgebenden Flüsschens Powentschanka  in die Bucht von Powenez (Повенецкая Губа) am nördlichen Ende des Onegasees. In einer Topografie aus dem Jahr 1841 wird das Umland als „groß, sehr wasserreich und hier und da sehr steinig“ beschrieben. Das Mineralreich liefere „Eisen- und Kupfererz, Gold; Perlen in der Powjetschanka“ heißt es weiter. Verkehrstechnisch ist die heutige Gemeinde mit der Bundesstraße A119 Wologda–Medweschjegorsk an das nationale Straßennetz angeschlossen. Nachbarorte sind im Nordwesten Medweschjegorsk, das etwa 25 Kilometer entfernt ist, und das fast 150 Kilometer südöstlich liegende Pudosch.
Powenez ist Sitz der Stadtgemeinde Powenezkoje gorodskoje posselenije, zu der außerdem die 4 Dörfer Gabselga, Lobskoje, Sosnowka und Tichwin Bor sowie die 13 Siedlungen (possjolok) Chischosero, Morskaja Masselga, Lobskoje, Nowaja Gabselga, Possjolok pri 1 schljuse BBK bis Possjolok pri 9 schljuse BBK (außer Possjolok pri 6 schljuse BBK; übersetzt „Siedlung bei der 1.“ bis „9. Schleuse des Ostsee-Weißmeer-Kanals“, außer „6.“) und Werchneje Wolosero gehören.

## Geschichte
Die erste Besiedelung des Gebiets geht bis auf die Mittelsteinzeit zurück, wie aus vielen Funden von Petroglyphen in der Gegend hervorgeht. Außerdem weisen archäologische Ausgrabungen, die seit vielen Jahren bei Powenez durchgeführt wurden, auf eine der ältesten menschlichen Siedlungen am Ufer des Onegasees hin.
Die Gründung von Powenez steht vermutlich mit den Bestrebungen im Zusammenhang, eine nördliche Route, die sogenannte Nordostpassage, nach China zu suchen. Erste Erkundigungen des Gebiets sind um die Mitte des Jahrhunderts belegt. Im Juli des Jahres 1566 starteten Thomas Southam und John Sparke von Cholmogory vom Weißen Meer aus eine Expedition ins Landesinnere. Ihre Erkundung im Auftrag der englisch-russischen Handelsgesellschaft Muscovy Company sollte einen schiffbaren Handelsweg in das Gebiet der Republik Nowgorod finden. Ihre Route führte sie auf einer Lodje, einem kompakten Binnenschiffstyp, zunächst zum Solowezki-Kloster. Dort nahmen sie sich für den ersten und schwierigsten Teil des Weges einen Führer und segelten nahe dem heutigen Belomorsk in die Mündung des Wyg.
Auf drei kleinen Booten fuhren sie, so weit es ging, den Fluss hinauf. Oft mussten sie dabei die Boote über Land schleppen, bis sie schließlich den Wyg-See erreichten, der damals freilich noch nicht gestaut war. Weiter ging es auf dem Fluss Telekinka (Телекинка) und dem See Telekino (Телекино) – beide sind beim Aufstauen des Wyg-Sees verschwunden – bis zum heutigen Powenez, das sich in jener Zeit im Besitz des Wjaschischtschski-Klosters (Вяжищский монастырь) in Nowgorod befand.
In der Folge richteten viele Kaufleute am Ufer der Bucht von Powenez Lagerhäuser ein, um ihren Handel mit Salz, Fisch und Pelzen aus der Weißmeerregion voranzubringen, und schließlich entstand eine Handelssiedlung, die ständig wuchs. Der Weg in den Norden erlaubte auch vielen Gläubigen die Wallfahrt zu den Schreinen des Solowezki-Klosters und wurde daher „Pfad der Pilger“ genannt.

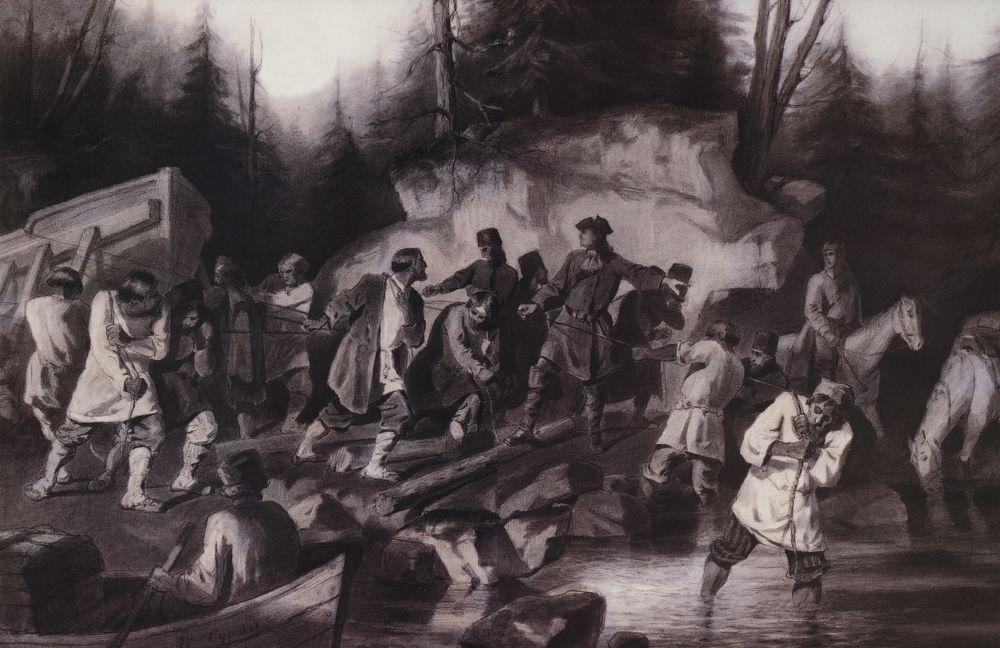
Zar Peters Schiffstransport

Während des Großen Nordischen Kriegs 1702 ließ Zar Peter der Große entlang der Route die Bäume fällen. Zweck des Kahlschlags, dessen Folgen bis heute nachweisbar sind und der als „Petrowskaja prosseka“ (Петровская просека), also „Petersschneise“, Eingang in die Geschichte fand, war es, auf den Stämmen zwei Kriegsschiffe der Weißmeerflotte vom Onegabusen zum Onegasee ziehen zu lassen. Die beiden Fregatten Kurjer (Курьер; „Kurier“) und Swjatowo Ducha (Святого Духа, „Heiliger Geist“) waren mit je 12 Kanonen bestückt und bei der für die Russen siegreichen Belagerung von Nöteborg entscheidend. Seither wurde der Weg auch als Zarenstraße beziehungsweise russisch «Осударева дорога», transkribiert „Ossudarewa doroga“, bezeichnet.
Zar Peter hielt sich damals vermutlich längere Zeit oder wiederholt in Powenez auf; denn ihm wird die Gründung einer Eisengießerei mit Namen Paweletski (Павйѣлйѣтзкй, in zeitgenössischer Rechtschreibung) am Ufer der Powentschanka zugeschrieben. Die Fabrik, die bis zu 500 Arbeiter beschäftigte, stellte Kanonen, Schwerter und zur Takelage gehörende Artikel für die russische Flotte her. Das Unternehmen im Besitz der Krone sorgte für eine kurze Blütezeit der Gemeinde. Der Aufschwung fand aber bereits 1734 nach dem Tod des Pächters ein Ende, weil sich niemand fand, der den Betrieb fortführen wollte. Von der einstigen Anlage sind nur noch die Ruinen der Hochöfen erhalten.
Im Jahr 1761 wurde die erste Peter-und-Paul-Kirche errichtet und 1777 erhielt Powenez den Status einer Stadt. 1780 bekam der Ort auch die Stadtrechte und wurde zunächst von Sankt Petersburg aus und dann bis 1796 von der Provinzverwaltung in Olonez regiert. Das Wappen erinnert seither an die Zugehörigkeit zur historischen Provinz Olonez.
Im Jahr 1796 wurde das Gouvernement Olonez aufgelöst und Powevez dem Gouvernement Archangelsk zugeschlagen. 1799 entzog man Povenez der Status einer Kreisstadt und stufte es zum Possad (Повенецкий посад) im Bezirk der Stadt Kem herab. Nach Wiederherstellung der Provinz Olonez im Jahr 1801 wurden diese Regelungen aber bald wieder rückgängig gemacht.
Die Idee, mit einem Kanal die Landenge zwischen Onega-See und -Bucht zu überwinden, bestand anscheinend schon zu Zeiten Peters des Großen. Im 18. Jahrhundert wurden auf Anregung von Kaufleuten aus Petersburg, Petrosawodsk und Archangelsk konkrete Pläne zu einem Kanalbau ins Auge gefasst. Der russische General, Militäringenieur und Architekt Franz Páwlowitsch de Wollán wurde als Experte hinzugezogen. Der Erbauer des Mariinski-Gewässersystems, des Vorläufers des heutigen Wolga-Ostsee-Kanals, lehnte diesen ersten Entwurf aber ab, weil es „zu viele Felsen, Wasserfälle und andere Hindernisse“ gebe.
Unter Federführung der Freien Ökonomischen Gesellschaft wurde im 19. Jahrhundert ein weiterer Anlauf unternommen. 1867 wurde aber auch dieses Projekt wegen zu hoher Kosten aufgegeben. Laut Pierer’s Universal-Lexikon von 1857 besaß die Stadt damals 23.000 Einwohner.
Im Jahr 1900 wurde Wsewolod Jewgenjewitsch Timonow auf der Pariser Weltausstellung mit einer Goldmedaille ausgezeichnet. Der Professor für Wassertechnik und Spezialist für Hafen- und Kanalbau erhielt die Auszeichnung für einen Aufsatz, der die Verbindung des Weißen Meeres mit dem Onegasee über einen Schiffskanal zum Thema hatte. Diese Arbeit trug möglicherweise entscheidend zur endgültigen Gestaltung des späteren Weißmeer-Ostsee-Kanals bei. Doch erst nach der Oktoberrevolution wurde der Traum Peters des Großen verwirklicht.
Das benachbarte Medweschjegorsk wurde 1916 an die Eisenbahnstrecke der Murmanbahn von Sankt Petersburg nach Murmansk angeschlossen und Powenez verlor zunehmend an Bedeutung und schließlich zum wiederholten Mal seine verwaltungstechnische Stellung als Stadt.
Als 1931 mit dem Bau des Weißmeer-Ostsee-Kanals begonnen wurde, konnte die Siedlung als südliches Ende der Wasserstraße wieder eine Rolle spielen. Durch Ausbeutung von Zwangsarbeitern im Gulag-System Stalins konnte das monumentale Bauwerk innerhalb von nur einem Jahr und acht Monaten fertiggestellt werden und kostete Tausenden Häftlingen das Leben.
1938 erhielt Powenez die Stadtrechte zurück. Die einstige Geltung als Warenumschlagplatz konnte es jedoch nicht wiedererlangen, was nicht zuletzt an der im Vergleich zur Eisenbahn geringen wirtschaftlichen Bedeutung des Kanals lag und bis heute liegt. Selbst die Verwaltung des Weißmeer-Ostsee-Kanals befindet sich im 26 km entfernten Medweschjegorsk.
Einen weiteren Rückschlag seiner Entwicklung erlebte Powenez, als während des Zweiten Weltkriegs finnische Truppen, die mit dem faschistischen Deutschland verbündet waren, die Region bis an das Westufer des Kanals besetzten. Die Soldaten der Roten Armee zogen sich aus Powenez zurück und sprengten am 6. Dezember 1941 den Damm des Wygosero-Stausees und der Schleusen bis Powenez. Die herabstürzenden Wassermassen zerstörten die „Powenezer Treppe“ («Повенецкая лестница»), wie die tiefer liegenden ersten sieben Schleusen des Kanals genannt wurden. In der Stadt selbst wurden viele Häuser beschädigt, aber das weitere Vordringen der finnischen Armee konnte gestoppt werden. Am 21. Juni 1944 befreite die Rote Armee Powenez.

Ab Herbst 1944 bis zum 16. Juni 1946 mussten inhaftierte sowjetische Soldaten und Offiziere, die sich in deutscher Kriegsgefangenschaft befunden hatten, und nach Kasachstan deportierte Deutsche die Strecke unter großen Gefahren wieder aufbauen, denn das umliegende Gelände war noch vermint.
Auch Powenez wurde nach dem Krieg in sehr kurzer Zeit wieder aufgebaut. Bemerkenswert ist der quadratisch angelegte Stadtplan, der sich am historischen Straßenverlauf orientiert, wie er einstmals nach Prinzipien einer Idealstadt entworfen wurde. Geblieben ist jedoch nur ein kleines Dorf, fünf Straßen breit und fünf Straßen lang, bebaut mit vielen ein- bis zweigeschossigen Holzhäusern und einigen meist fünfstöckigen Plattenbauten, den sogenannten Chruschtschowkas.
In den 1960er und 1970er Jahren diente Powenez als Verbannungsort, wie auch einige Male in seiner wechselvollen Geschichte zuvor.

Galerie: Geschichte und Gegenwart
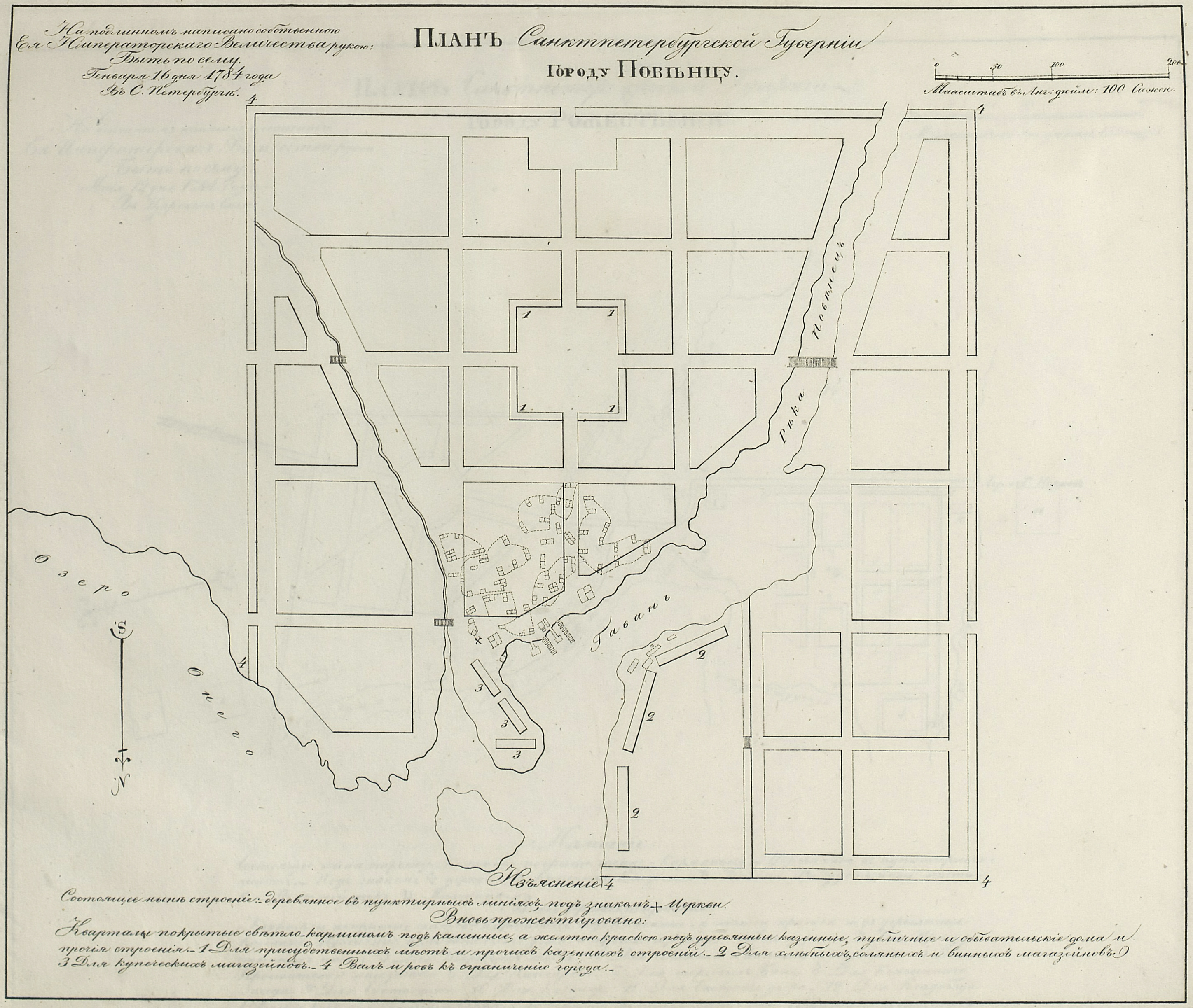
Stadtplan von Powenez 1784
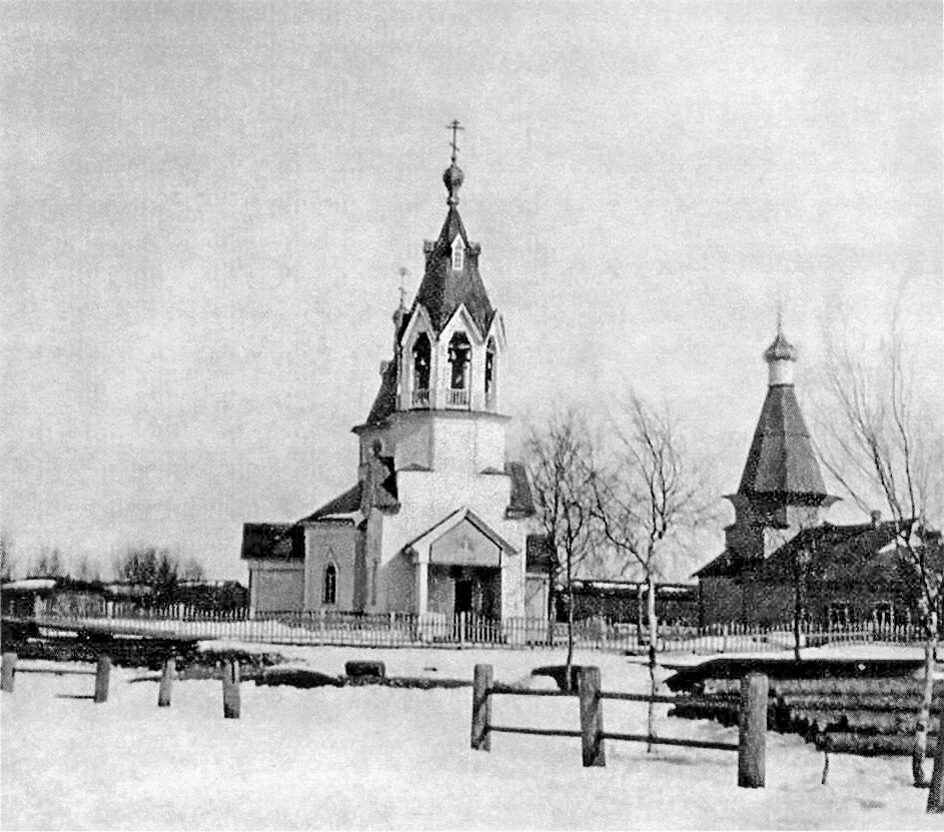
Alte und Neue Peter‑und‑Paul‑Kirche um 1910
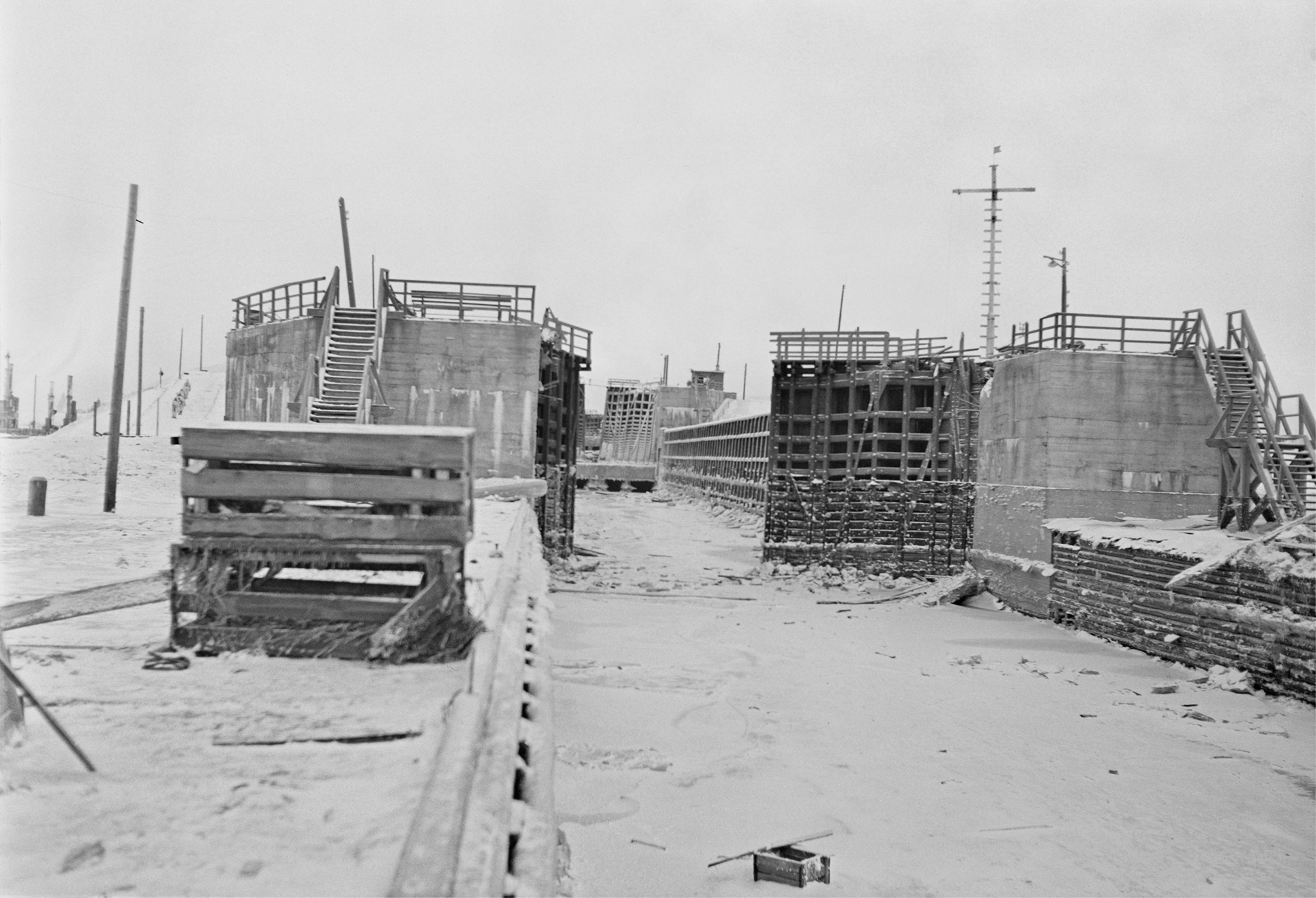
Zerstörte Schleuse, Bild vom 9. Dezember 1941
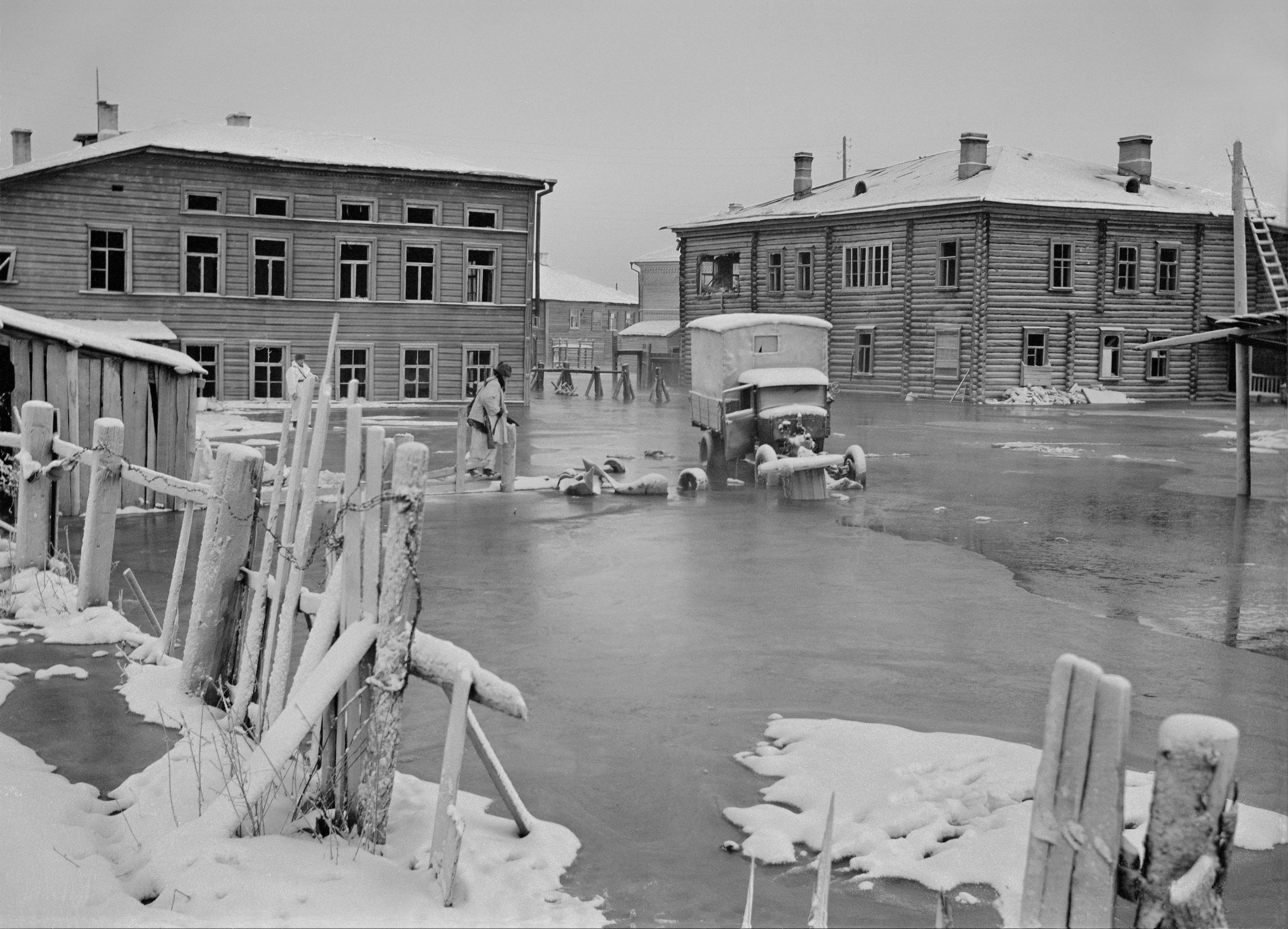
Bild der überschwemmten Stadt vom 18. Dezember 1941
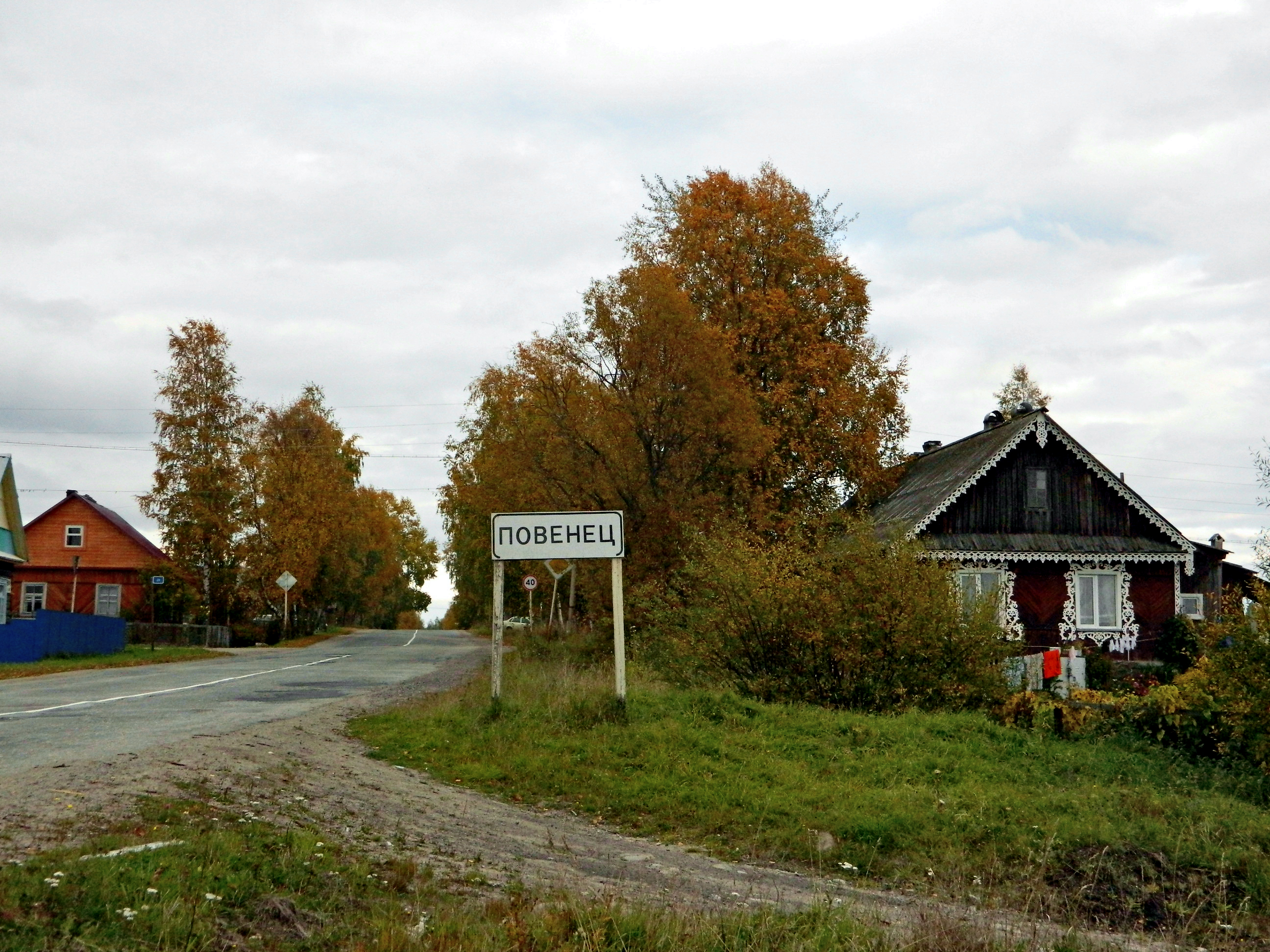
Der Ortseingang, von Medweschjegorsk kommend
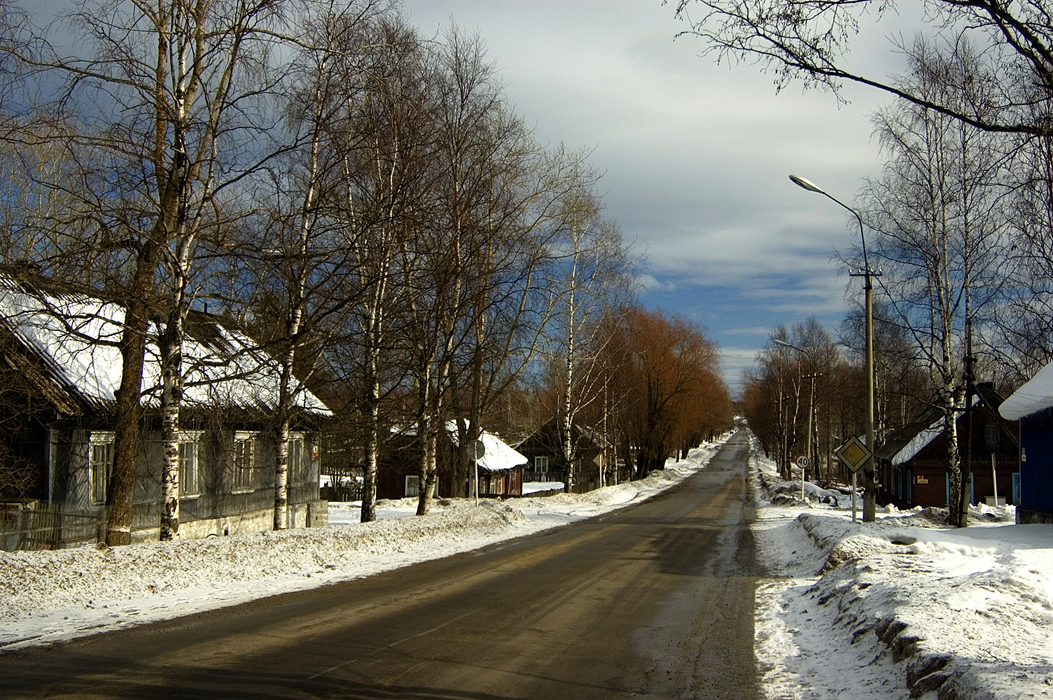
Eine der vielen schnurgeraden Straßen
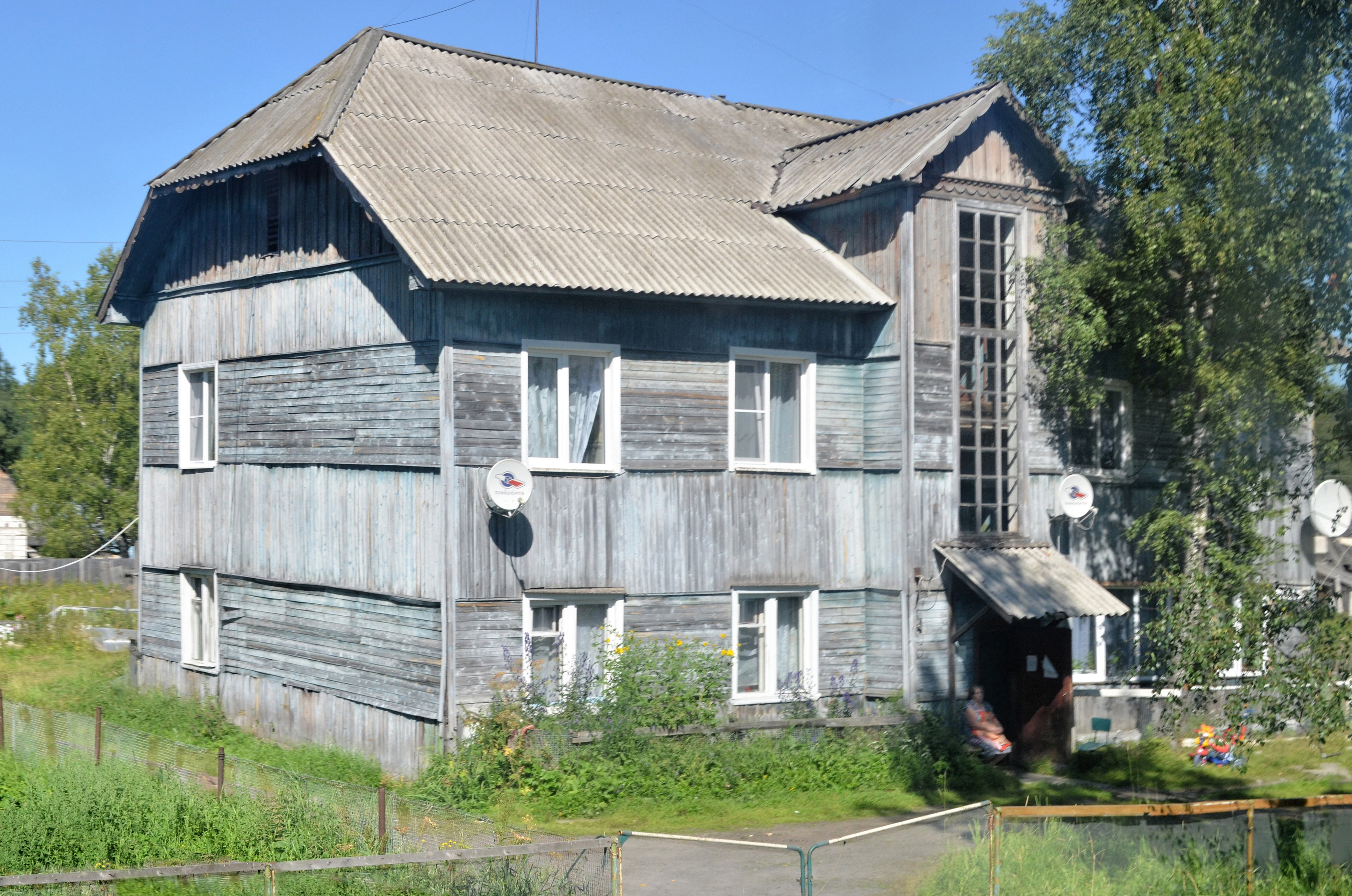
Wohngebäude in Powenez im August 2013

### Bevölkerungsentwicklung
Die Bevölkerungsentwicklung ist anhaltend stark rückläufig. Während die Bevölkerungszählung 1959 noch 4044 Bürger registrierte, ermittelte der Zensus von 2010 noch 2209 Einwohner.
| Jahr | Einwohner |
| ---- | --------- |
| 1897 | 1294      |
| 1939 | 4875      |
| 1959 | 4044      |
| 1970 | 3941      |
| 1979 | 3766      |
| 1989 | 4208      |
| 2002 | 2608      |
| 2010 | 2209      |
| 2021 | 1711      |

Anmerkung: Volkszählungsdaten

## Klima
|                        | Jan   | Feb   | Mär  | Apr  | Mai  | Jun  | Jul  | Aug  | Sep  | Okt | Nov  | Dez   |   |      |
| Mittl. Temperatur (°C) | −11,8 | −10,9 | −5,6 | 0,8  | 7,2  | 13,1 | 15,6 | 13,9 | 8,8  | 2,9 | −3,1 | −8,1  | ⌀ | 2    |
| Mittl. Tagesmax. (°C)  | −8,1  | −7,4  | −1,5 | 4,7  | 11,9 | 17,9 | 20,2 | 18   | 12,3 | 5,5 | −0,6 | −4,9  | ⌀ | 5,7  |
| Mittl. Tagesmin. (°C)  | −15,4 | −14,3 | −9,6 | −3,1 | 2,6  | 8,3  | 11,1 | 9,8  | 5,3  | 0,3 | −5,6 | −11,3 | ⌀ | −1,8 |
|                        |       |       |      |      |      |      |      |      |      |     |      |       |   |      |
| Niederschlag (mm)      | 28    | 23    | 29   | 32   | 38   | 54   | 58   | 81   | 66   | 64  | 49   | 39    | Σ | 561  |

| −15,4 |

| −14,3 |

| −9,6 |

| −3,1 |

| 2,6 |

| 8,3 |

| 11,1 |

| 9,8 |

| 5,3 |

| 0,3 |

| −5,6 |

| −11,3 |

| −15,4 |

| −14,3 |

| −9,6 |

| −3,1 |

| 2,6 |

| 8,3 |

| 11,1 |

| 9,8 |

| 5,3 |

| 0,3 |

| −5,6 |

| −11,3 |

Das Klima in Powenez ist kalt und gemäßigt und entspricht in der Klimaklassifikation nach Köppen und Geiger dem Typ Dfb, der den Ostseeraum charakterisiert. Im feuchten Kontinentalklima, das auf die Nähe zum Meer und die vielen Flüsse und Seen zurückzuführen ist, können während des Jahres, selbst im trockensten Monat Februar erhebliche Niederschlagsmengen verzeichnet werden. Die Temperatur ist gleichmäßig über die Jahreszeiten verteilt. Im wärmsten Monat Juli steigt die Temperatur auf etwa 20°, im kältesten Monat Januar sinkt sie fast bis auf −20° Celsius.

## Wirtschaft
- Pelztierzucht

in der Nähe werden in einer der größten Pelzfarmen des Landes Füchse und Nerze gezüchtet, um Polarfuchs-, Blaufuchs- und Nerzfelle zu liefern.
- Erste Powenezer Schauermann Gesellschaft;

die „Gesellschaft der Hafenarbeiter“ («Первая Повенецкая Стивидорная Компания») betreut die Liegeplätze des Powenezer Hafens.
- Außerdem bilden Land- und Forstwirtschaft sowie der Fischfang die ökonomischen Grundlagen der Bevölkerung.

## Sehenswürdigkeiten

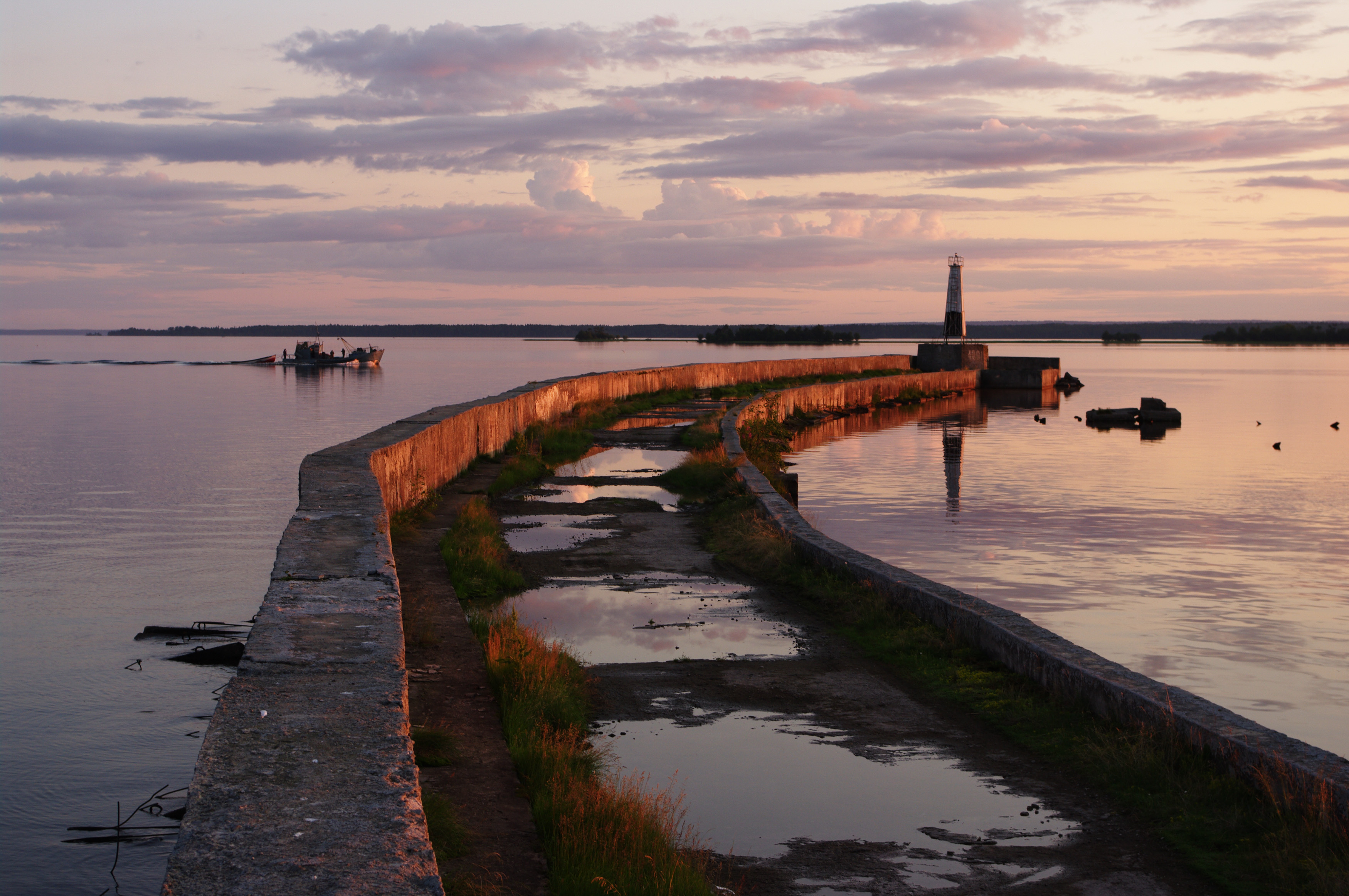
Der Wellenbrecher vor dem Hafen
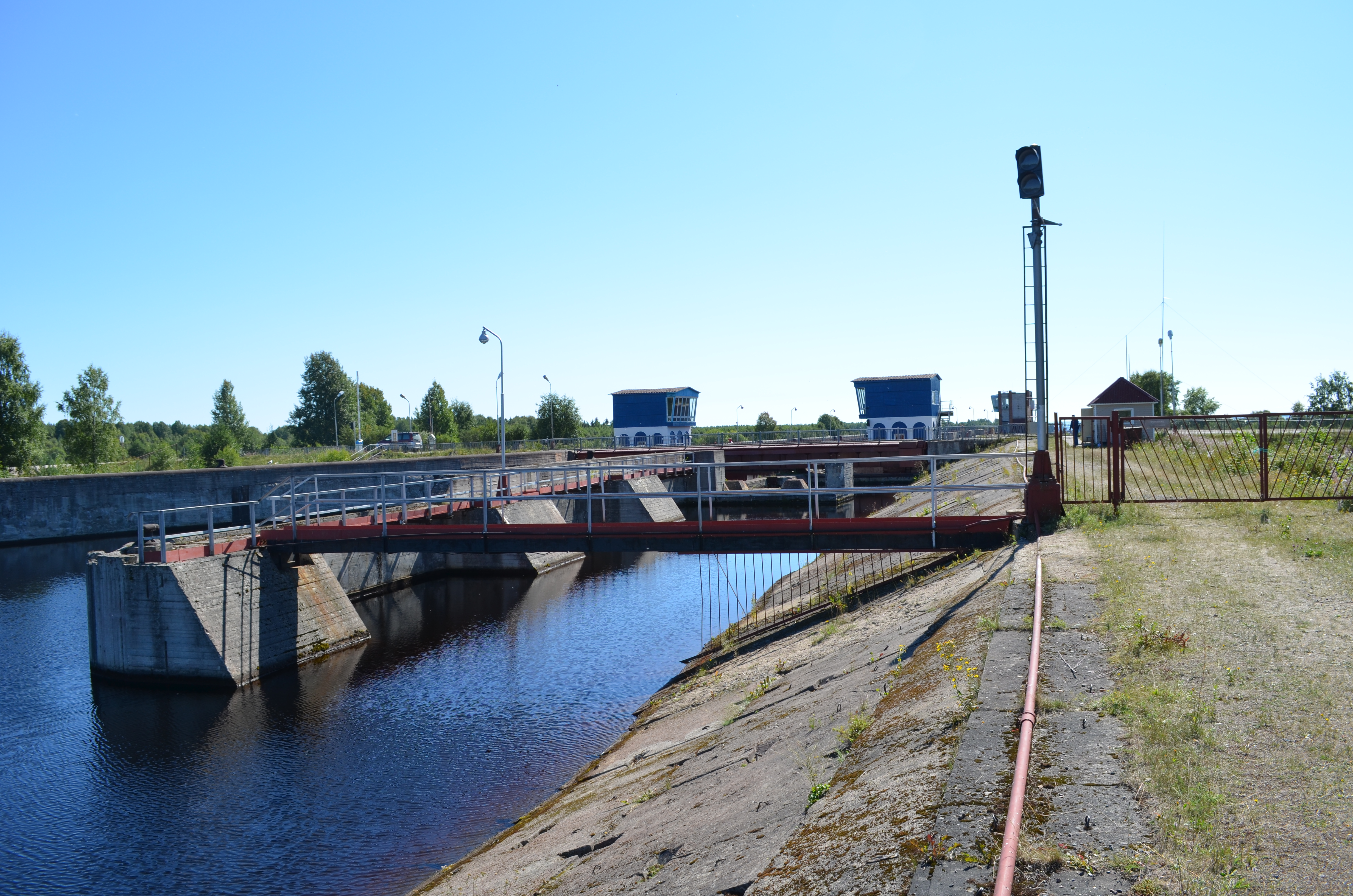
Eine der Schleusen des Weißmeer‑Ostsee‑Kanals
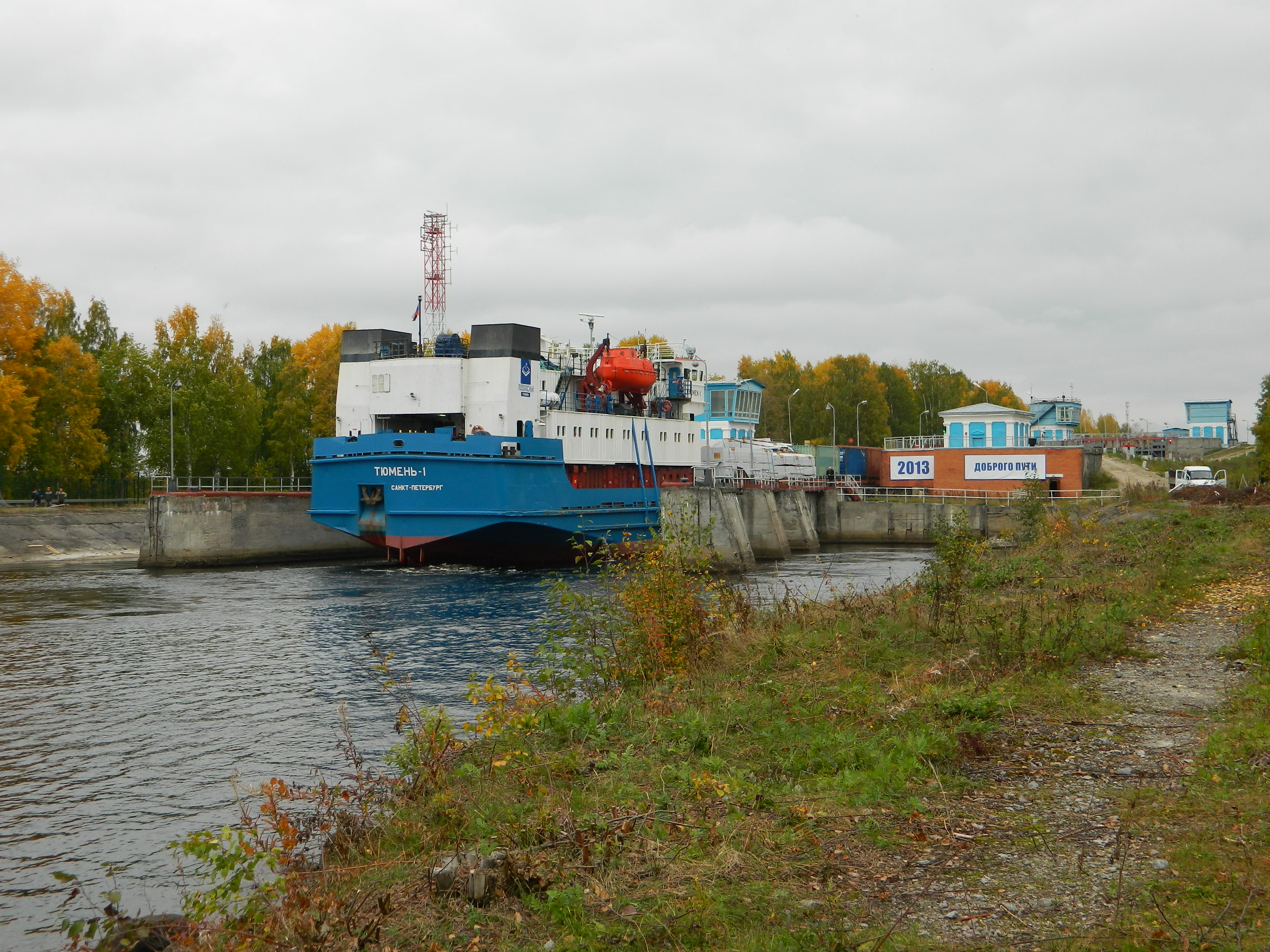
Ein Frachtschiff beim Einlaufen in die erste Schleusenkammer des Kanals
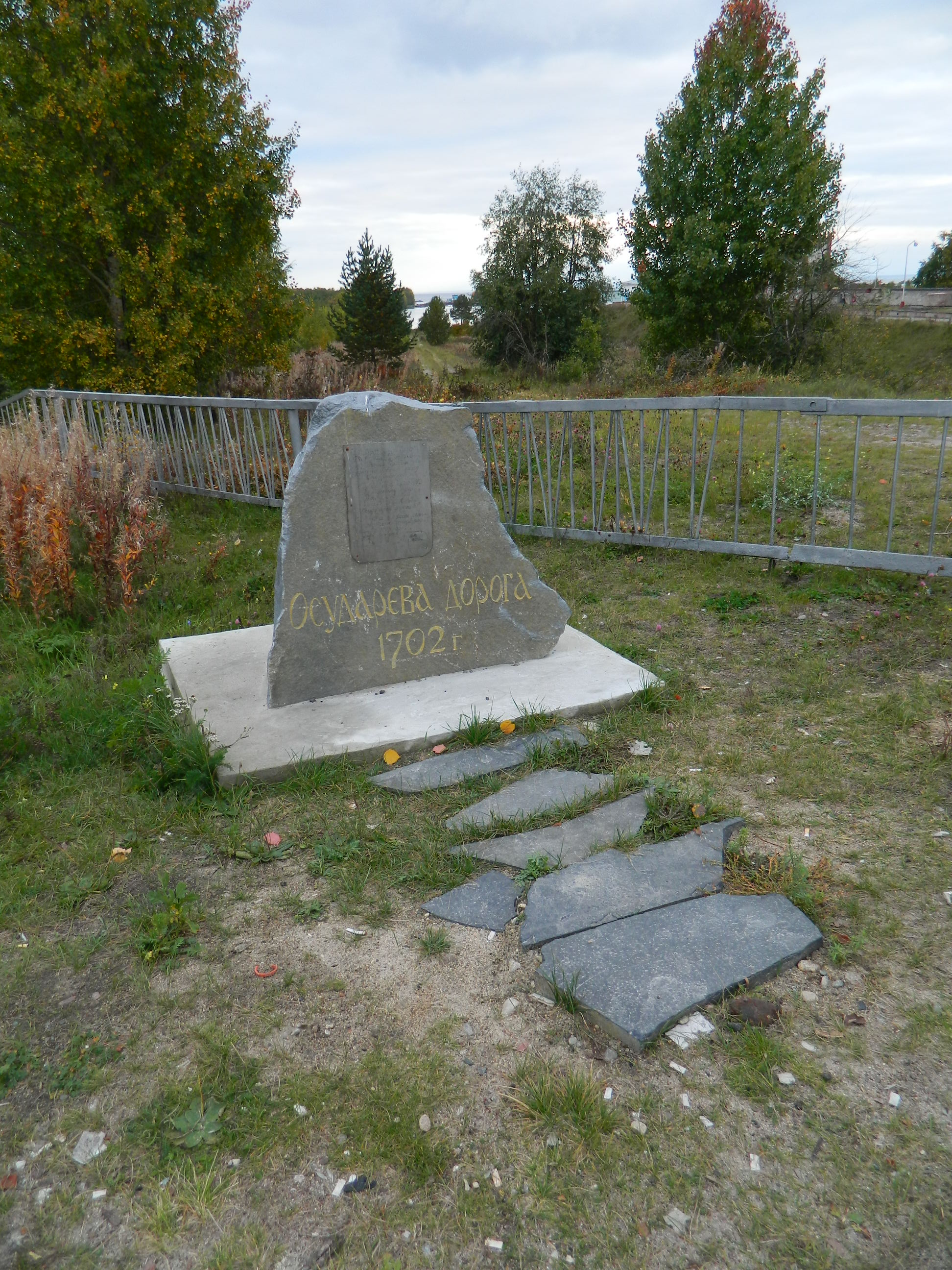
Gedenktafel der Zarenstraße
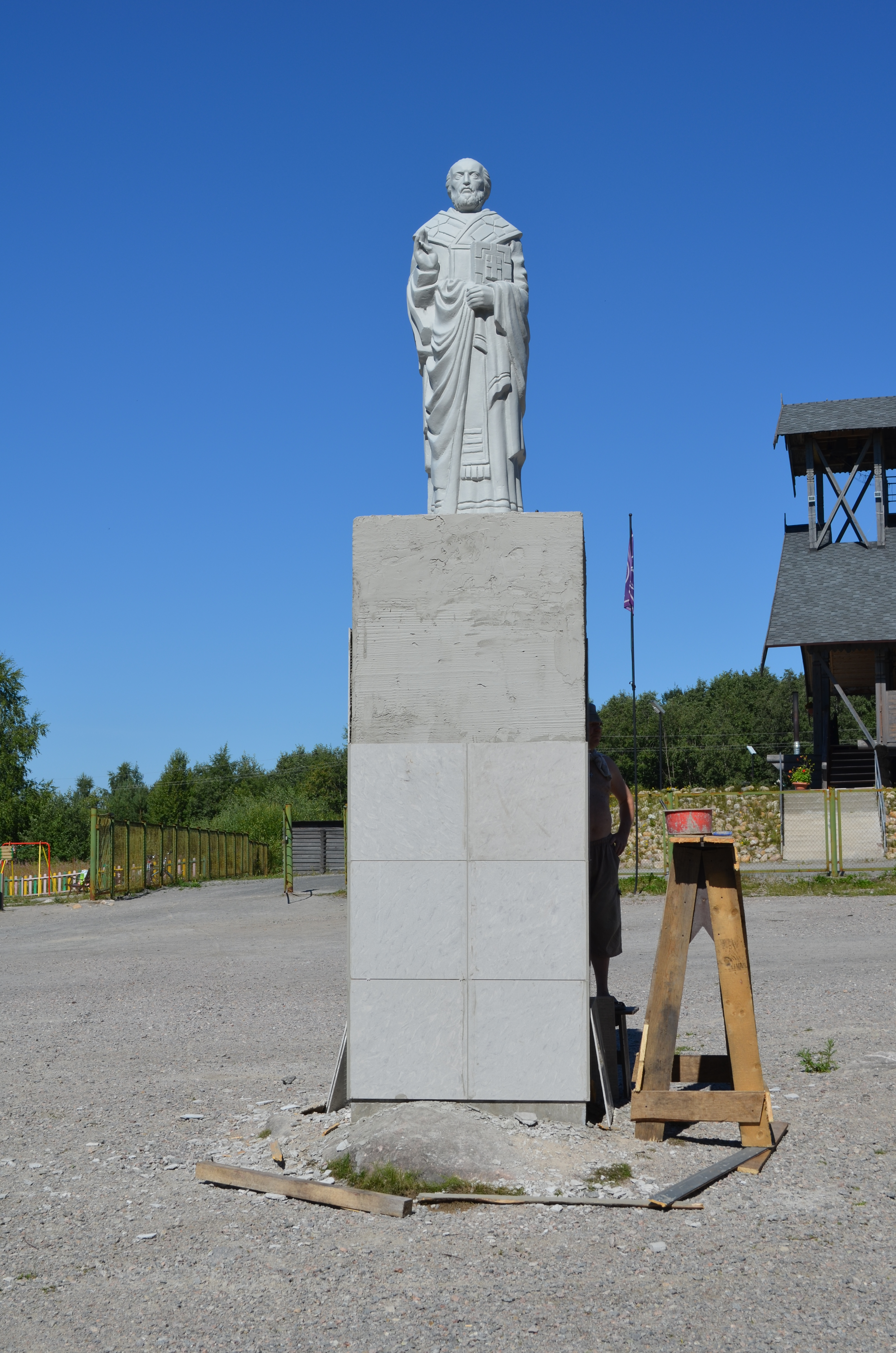
Die Skulptur des Heiligen Nikolaus
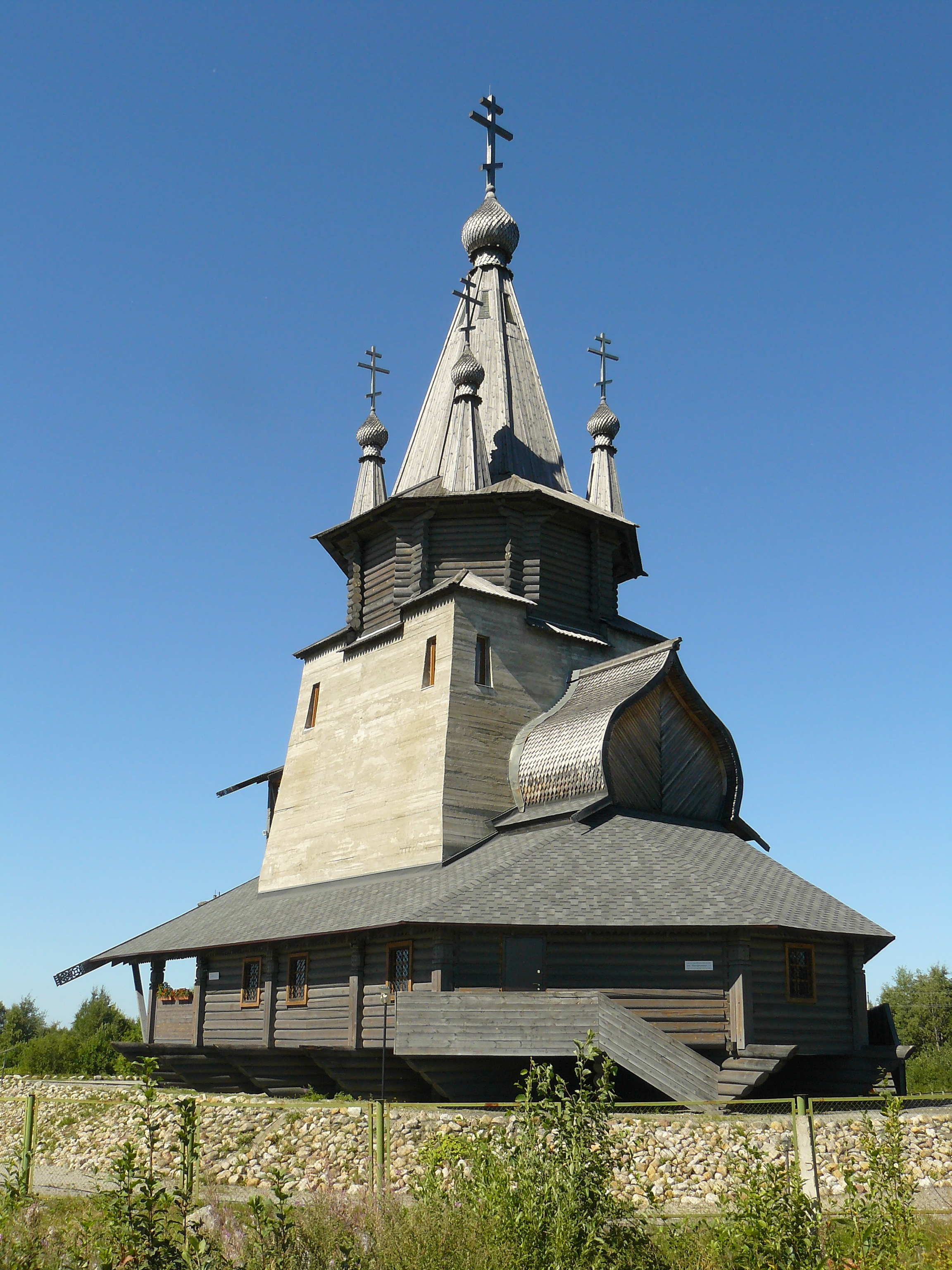
… die ihm geweihte Kirche von außen …
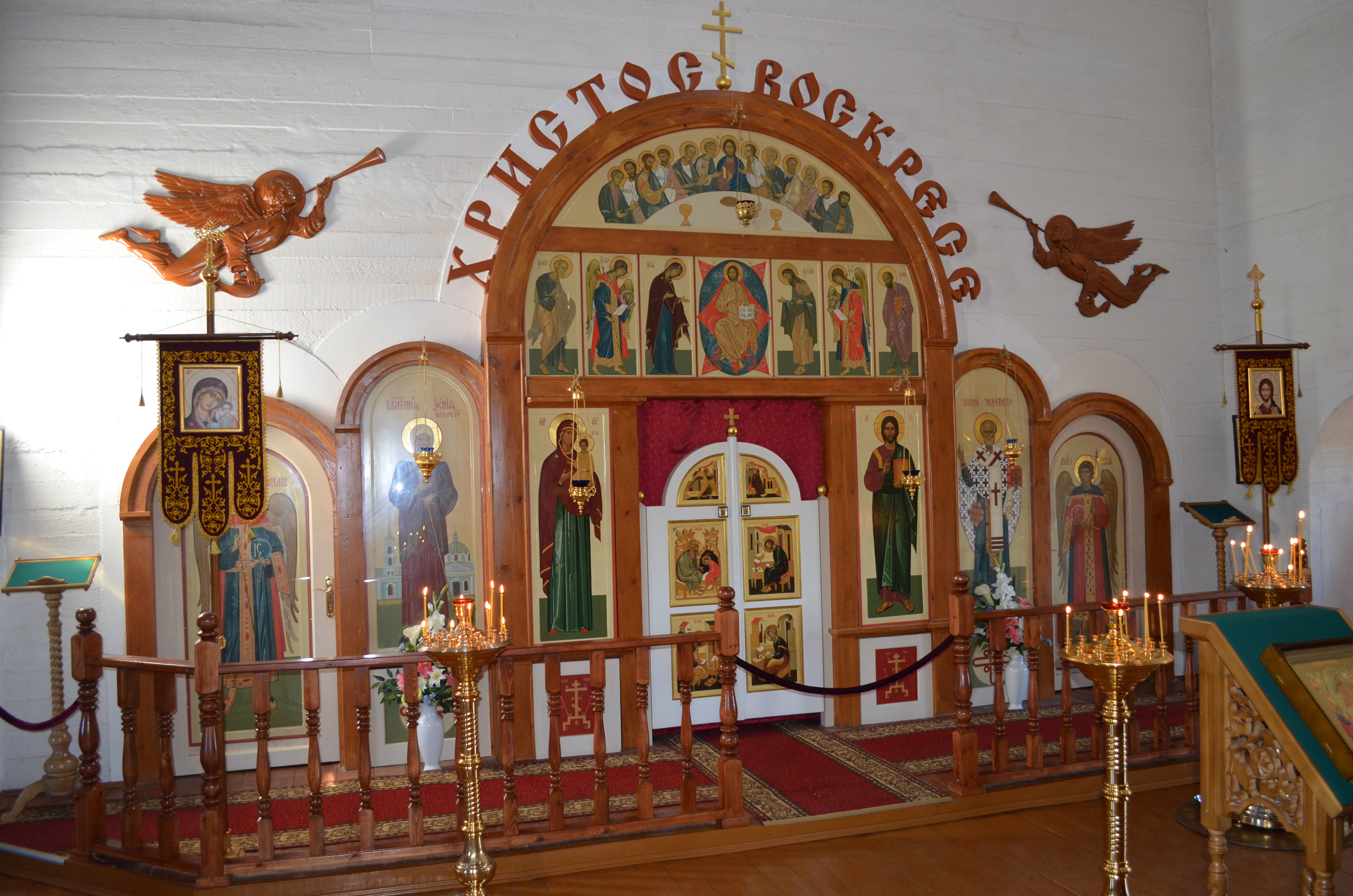
… und von innen
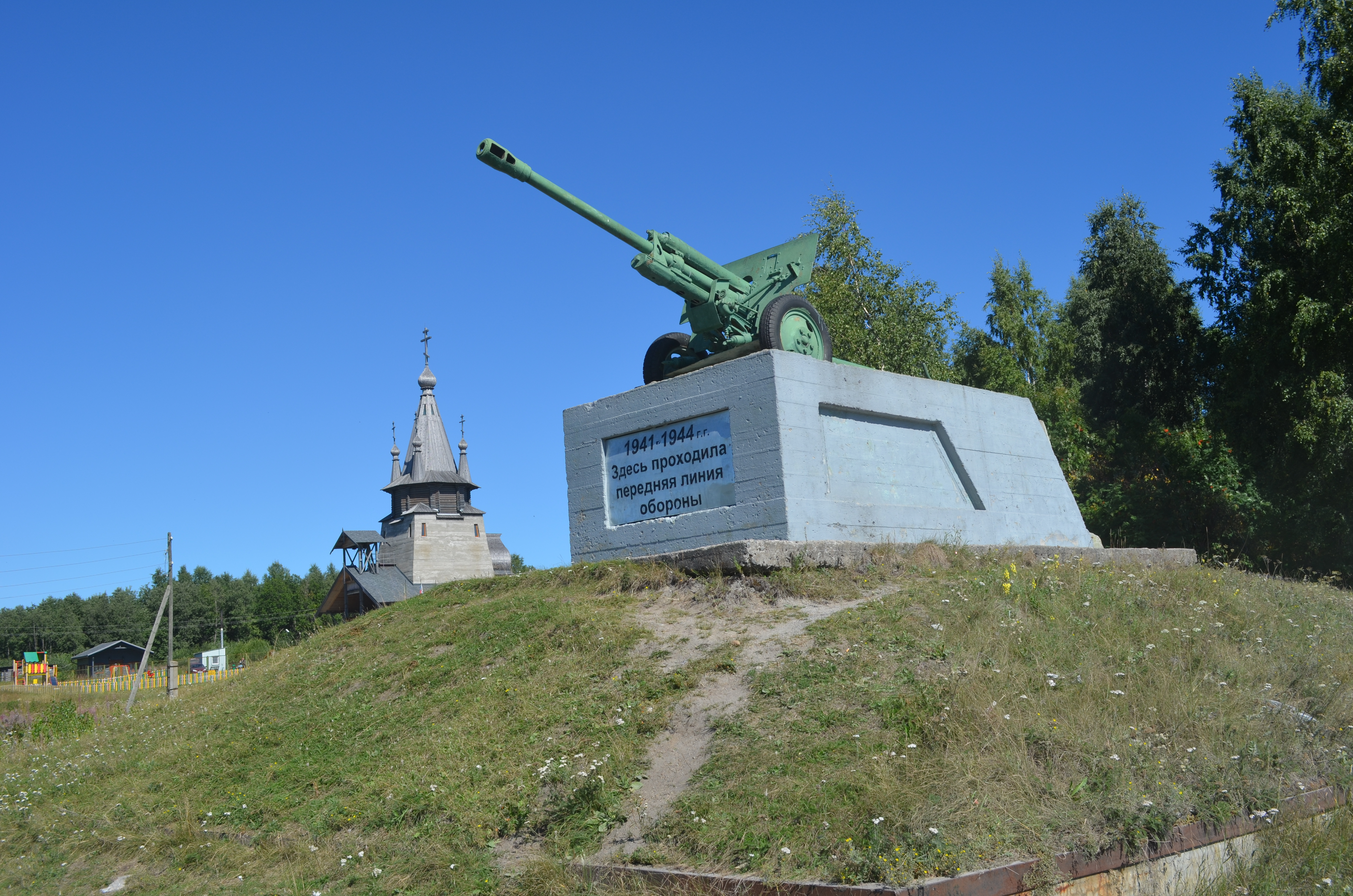
Eine ZIS-3 Haubitze als Denkmal für den Großen Vaterländischen Krieg
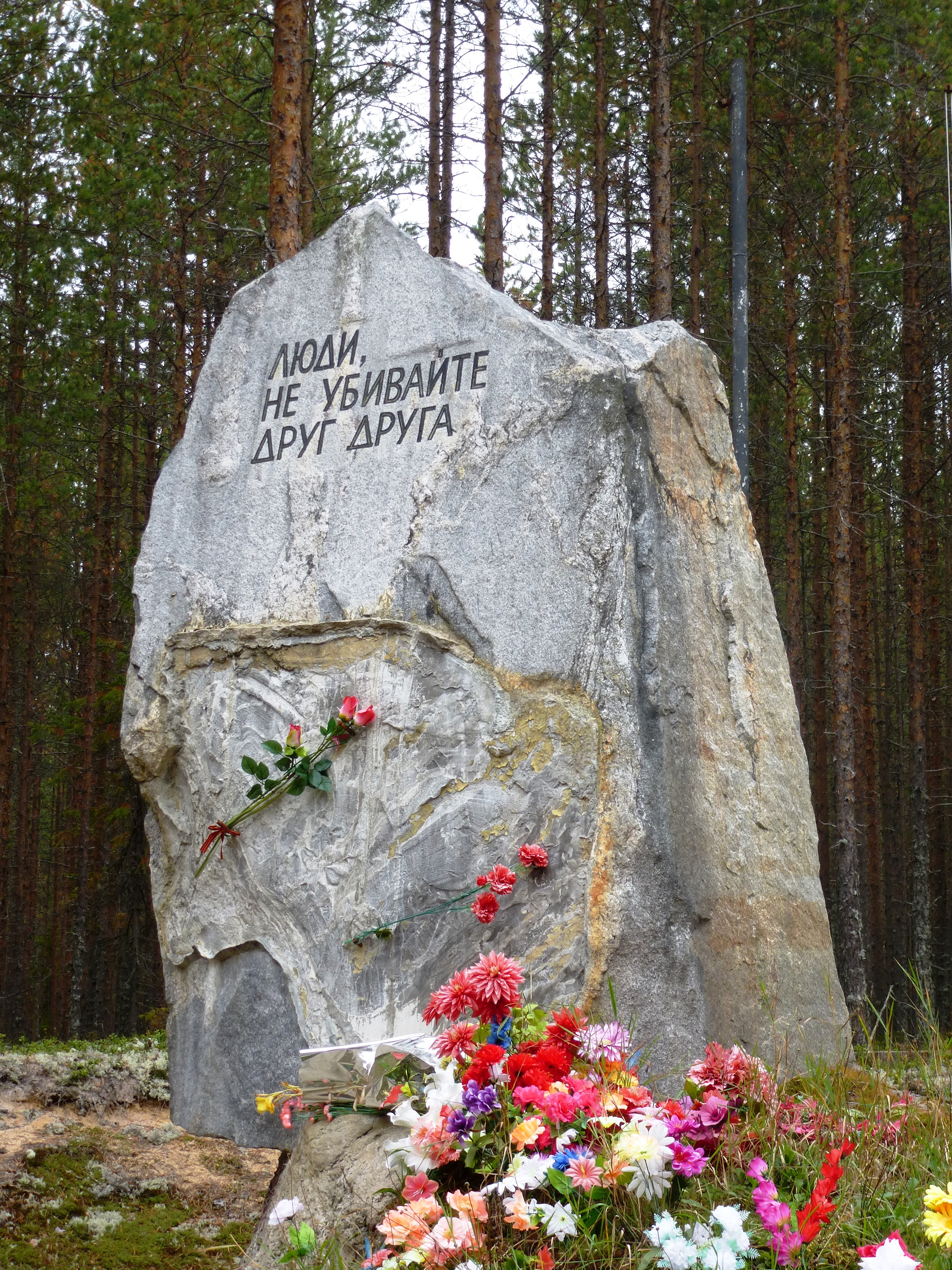
Die Gedenkstätte Sandarmoch

- Die Hafen- und Schleusenanlage
- Die Überreste der Hochöfen der Powenezer Eisenhütte
- Das Museum des Weißmeer-Ostsee-Kanals;

die wenigen Ausstellungsstücke lassen vermuten, wie gering die zum Bau eingesetzten Mittel waren.
- Die Kirche des Hl. Nikolaus des Wundertäters;

das Bauwerk aus Sichtbeton mit sichtbaren Holzstrukturen der Schalung wurde erst 2003 erstellt und ist der alten, im Zweiten Weltkrieg zerstörten Peter-und-Paul-Kirche nachempfunden.
- Sandarmoch (russisch Сандармох; karelisch: Sandarmoh)

die heutige Gedenkstätte, der Ort der Massenerschießungen während des Großen Terrors liegt 19 Kilometer von Powenez entfernt.